# Allopauropus moreauxi
Allopauropus moreauxi är en mångfotingart som beskrevs av Paul Auguste Remy 1959. Allopauropus moreauxi ingår i släktet småfåfotingar, och familjen fåfotingar. Inga underarter finns listade i Catalogue of Life.